# Lupinus atlanticus
Lupinus atlanticus är en ärtväxtart som beskrevs av Gladst. Lupinus atlanticus ingår i släktet lupiner, och familjen ärtväxter. Inga underarter finns listade i Catalogue of Life.